# Shara Barkhovot
"Shara Barkhovot" (alfabeto hebraico: שרה ברחובות, tradução portuguesa: "Cantando nas ruas" foi a canção que representou Israel no Festival Eurovisão da Canção 1990. Foi interpretada em hebraico por Rita. Foi a décima canção a ser interpretada na noite do festival, a seguir à canção norueguesa 
"Brandenburger Tor", interpretada por Ketil Stokkan e antes da canção dinamarquesa "Hallo Hallo", interpretada por Lonnie Devantier. A canção israelita terminou em 18.º lugar (22 países participantes) e recebeu um total de 16 pontos. 

## Autores
- Letrista: Tzruya Lahav
- Compositor: Rami Kleinstein
- Orquestrador: Rami Levine

## Letra
A canção é uma balada, com Rita descrevendo os seus sentimentos ambíguos da sua relação amorosa. Ela canta ao seu amante "Tu, que és toda a minha vida/Permanecerás uma inscrição de areia nas tuas mãos" e salienta que "as grandes águas/Partiram para longe e que não voltam para mim nunca mais". Como resultado disso, ela canta que tinha deixado o seu amado e que agora está cantando nas ruas para evitar os seus sentimentos em relação àquela relação.